# Järla gård

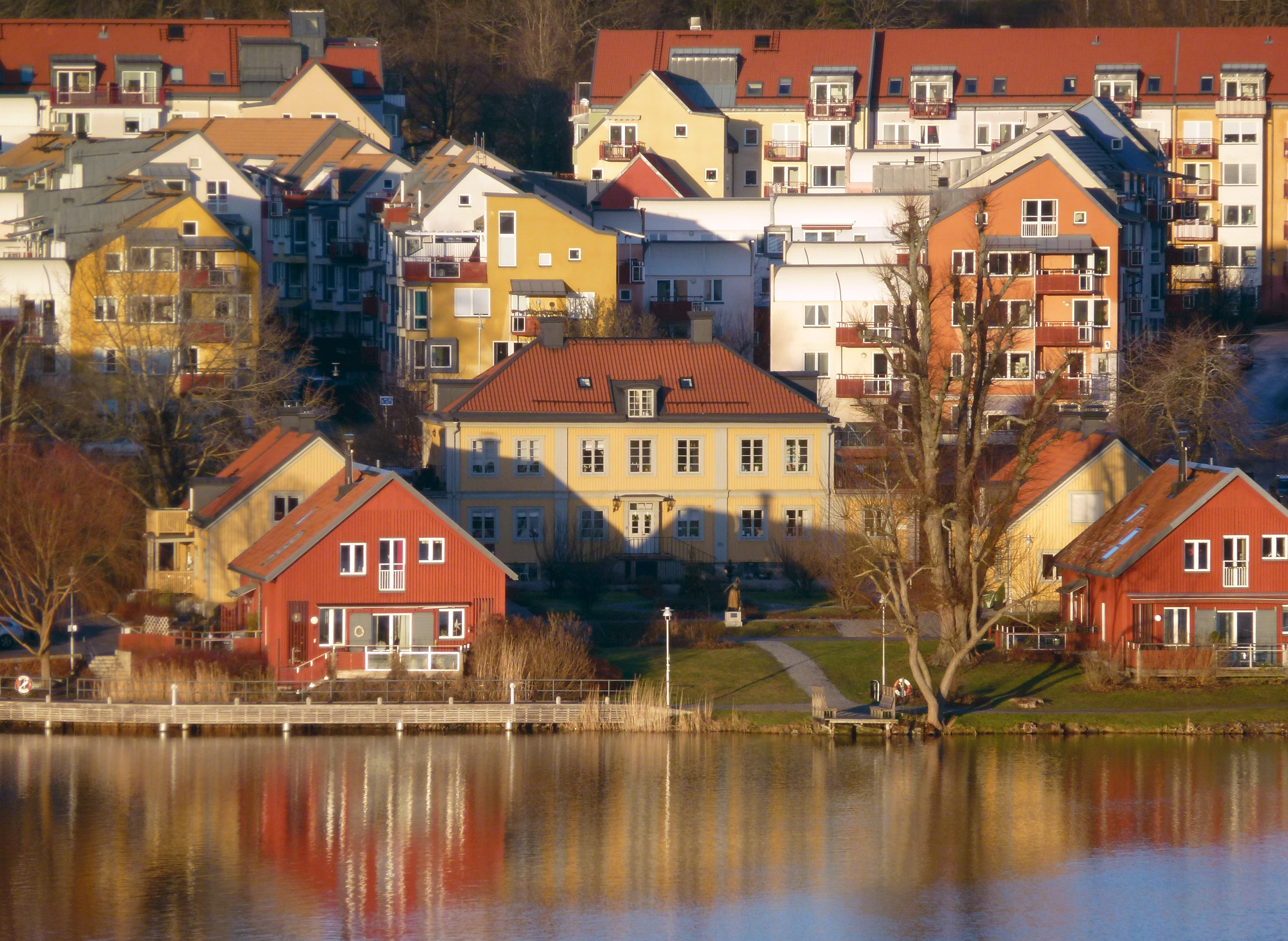
Järla gård mitt bland bostadshusen i Järla sjö, december 2013, fasad mot Järlasjön.

Järla gård är en anrik herrgård belägen i bostadsområdet Järla sjö i Sicklaö socken i Nacka kommun. Den första gården med namnet "Järla" torde ha byggts omkring år 900. Gården omnämns år 1453 i Stockholms stads tänkeböcker och gårdens nuvarande läge vid norra sidan av Järlasjön finns dokumenterat på en karta från 1690. Järla gård är ett fornminne med RAÄ-nummer Nacka 29:1.

## Historik

### Forntid till 1600-talets slut

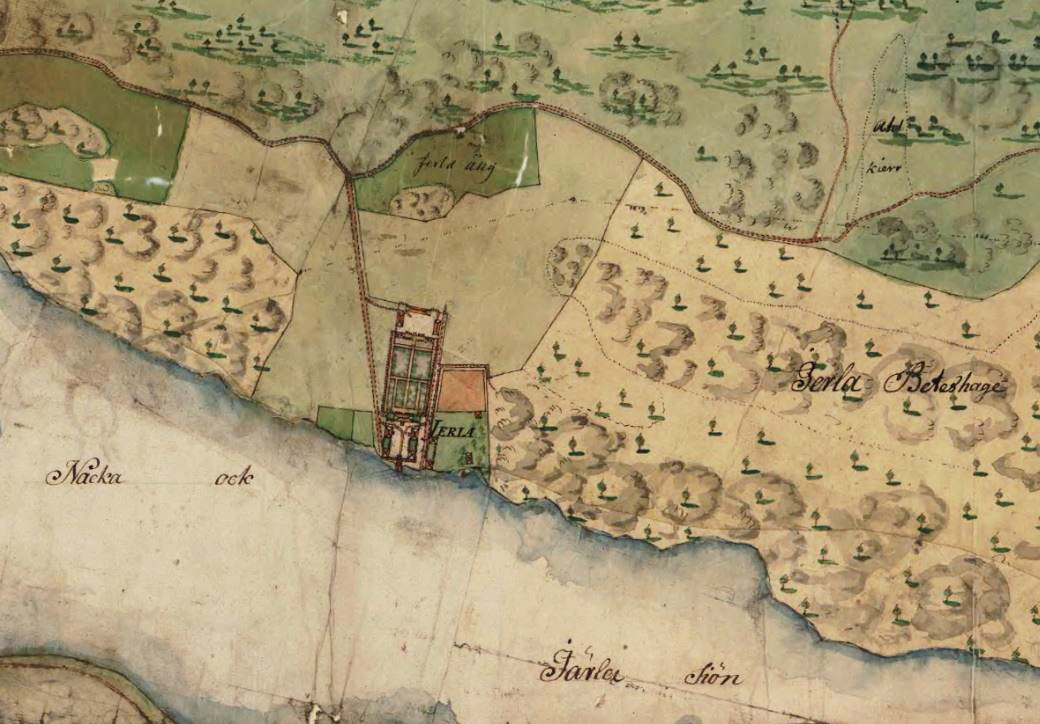
Järla gård 1782.

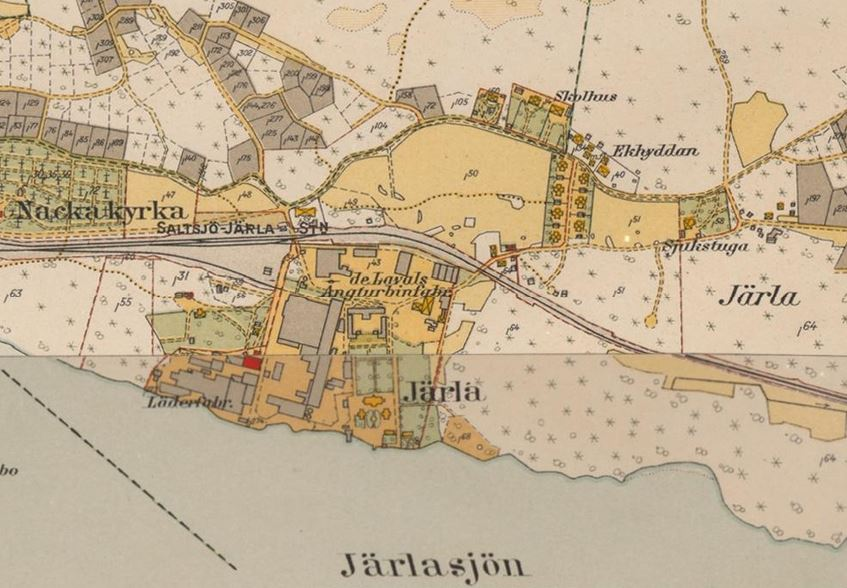
Järla gård 1930-tal.

Föregångarna till nuvarande Järla gård går troligen tillbaka till vikingatiden. Strax väster om gården finns vikingatida gravfält som tyder på att det fanns en gård här redan på 900-talet. I några av gravarna, som undersöktes år 1895, har bland annat hittats en torshammarring, ett nålhus, pincett, sax, hästbrodd och pärlor. Första skriftliga belägget för gårdens existens finns i en av Stockholms tänkeböcker från 1453.  Både Sten Sture den äldre och Gustav Vasa har varit ägare till gården, men de bodde inte där utan arrenderade ut egendomen. År 1560 erhöll Danviks hospital Järla gård som arrendegård och 1676 fick gården säterirättigheter, samtidigt uppfördes delar av nuvarande manbyggnad. Bland ägarna under 1600-talets slut märks Jakob Johan Hastfer som bland annat var generalguvernör över Livland och kungligt råd under Karl XII.

### 1700-talet till 1800-talets slut
På 1760-talet  ägdes gården av Johan Henrik Lefebure, direktör i Ostindiska kompaniet. Han lät höja manbyggnaden med en våning och uppföra två fristående flygelbyggnader. 1791 förlängdes huvudbyggnaden med pocher. Gårdens park förskönades med alléer och trädgårdsanläggningar.
Under 1800-talet innehades Järla gård av en rad olika ägare, bland dem stadsrådet Carl Löwenhielm. Under  hans tid arbetade en trädgårdsmästare, sju drängar och fem pigor på Järla gård. Den person som bodde längst tid på Järla gård var Otto Wilhelm Stael von Holstein. Han övertog egendomen 1833 och bodde där till sin död i oktober 1884. Gårdens byggnader förblev i stort sett oförändrade under denna tid.
Johan Ulrik Helén var den siste som brukade marken på Järla. I slutet av 1800-talet blev det allt lönsammare att sälja de stora landområdena kring Stockholm för exploatering, så även Järla. 1892 förvärvades Järla gård med tillhörande lantegendom av kapten Oscar Wallenberg som 1895 i sin tur överlät köpet på Stockholm — Saltsjön järnvägsaktiebolag (Saltsjöbanan). Avsikten var att stimulera etablering av industrier i området, som i sin tur genom godstransporter skulle öka järnvägens lönsamhet.
Bland de första som flyttade sin verksamhet hit ut var AB de Lavals Ångturbin. År 1885 köpte företaget ett stort markområde motsvarande nuvarande bostadsområdet Järla sjö. Byggandet satte i gång i januari 1896 och i oktober samma år kunde företaget flytta från sina tidigare trånga lokaler på Kungsholmen. Den stora maskinhallen som uppfördes 1911 och några andra verkstäder är fortfarande bevarade.

### 1900-talet till nutid
På 1940-talet genomfördes en genomgripande och något hårdhänt modernisering och en upprustning av Järla gårds huvudbyggnad och flyglarna. Huvudbyggnadens exteriör har dock bevarat det mesta av sin 1700-talskaraktär. Fram till 1962 ägdes gården av AB de Lavals Ångturbin, som efter sammanslagning med Svenska Turbinfabriks AB Ljungström flyttade sin verksamhet till Finspång.
Fabriksområdet och gården såldes 1962 till Fastighets AB Stockholm-Saltsjön och 1985 tillträdde Fabege som ägare. Efter några snabba ägarbyten övertogs området 1998 av HSB, Riksbyggen och Wihlborgs som gemensamt planerade det nya bostadsområdet Järla sjö. År 2004 stod Järla sjö färdigt, herrgårdens manbyggnad och flygelbyggnader blev ombyggda till bostäder.
Framför gårdens huvudbyggnad restes 2005 bronsskulpturen Pilt-Carin av Peter Linde. Hon hette egentligen Daniel Ols Carin Ersdotter och föddes 1814 i Leksands socken. Hon var mjölkpiga på Järla gård mellan 1833 och 1834 och kallades allmänt "den vackra Dalkullan". När hon sålde gårdens mjölk på Stortorget i Gamla stan samlades stora folkmassor för att beskåda hennes skönhet. Hon dog 1885 och är begravd på Djura kyrkogård.

## Bilder

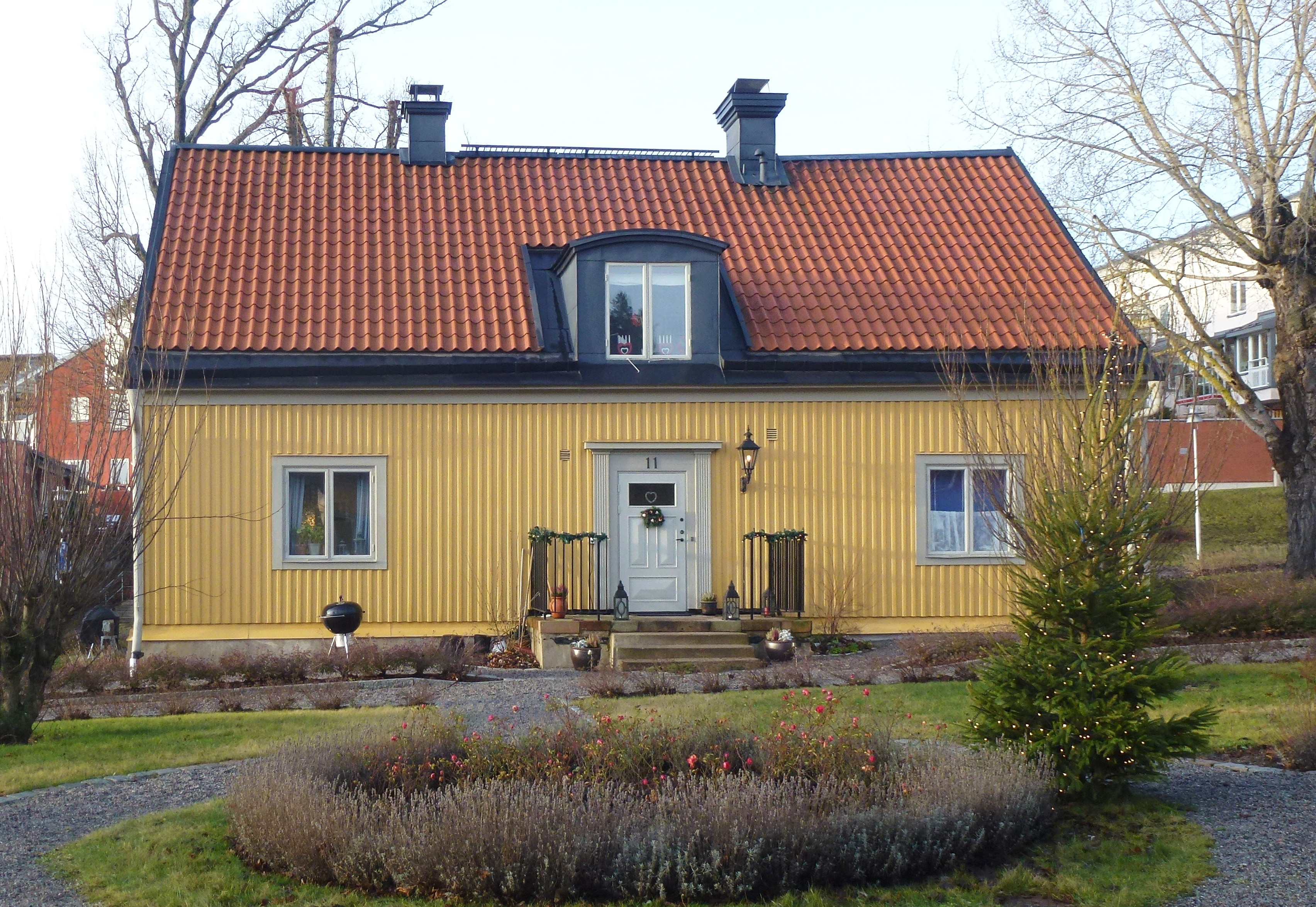
Västra flygel
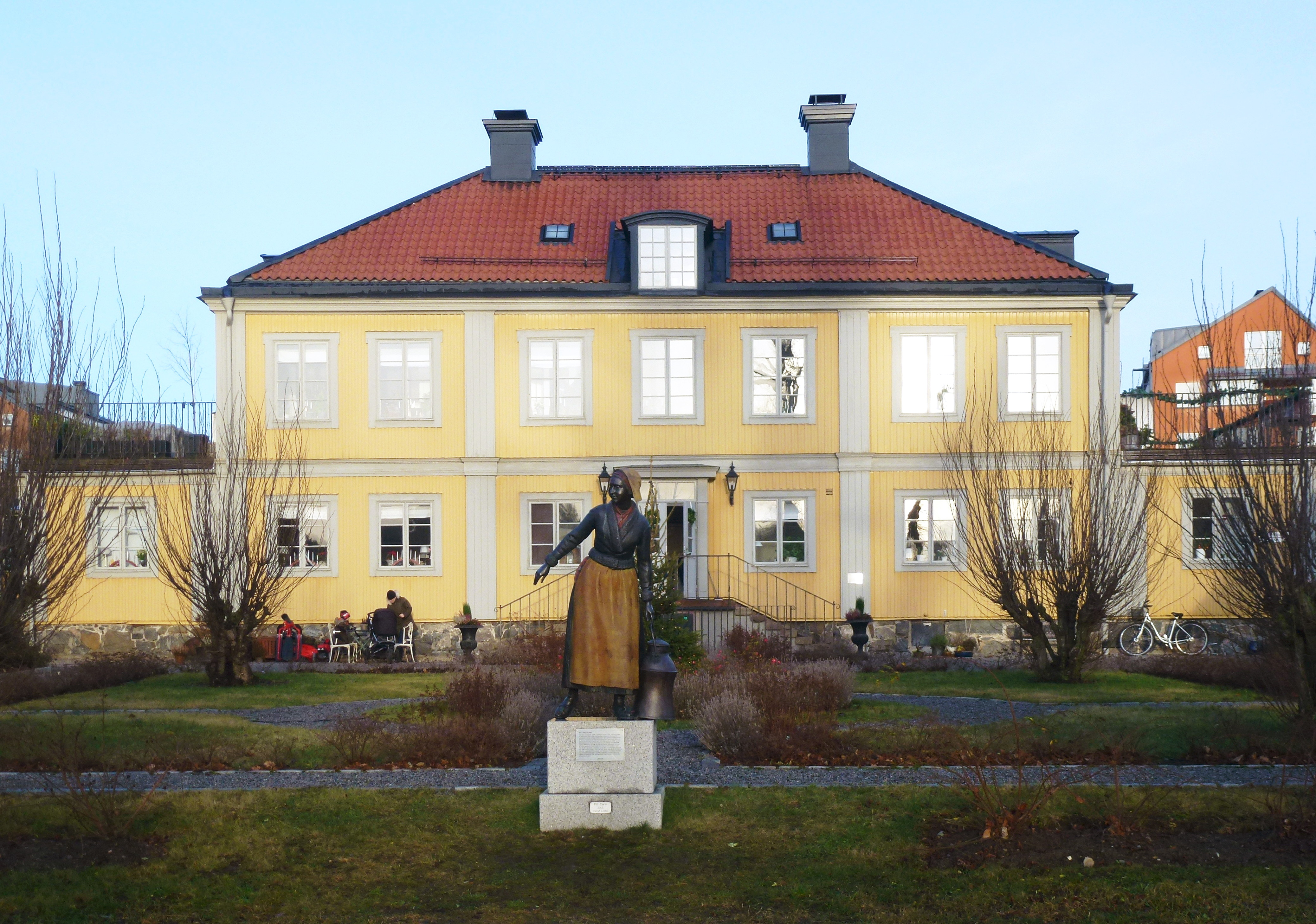
Huvudbyggnad mot syd med skulpturen "Pilt-Carin"
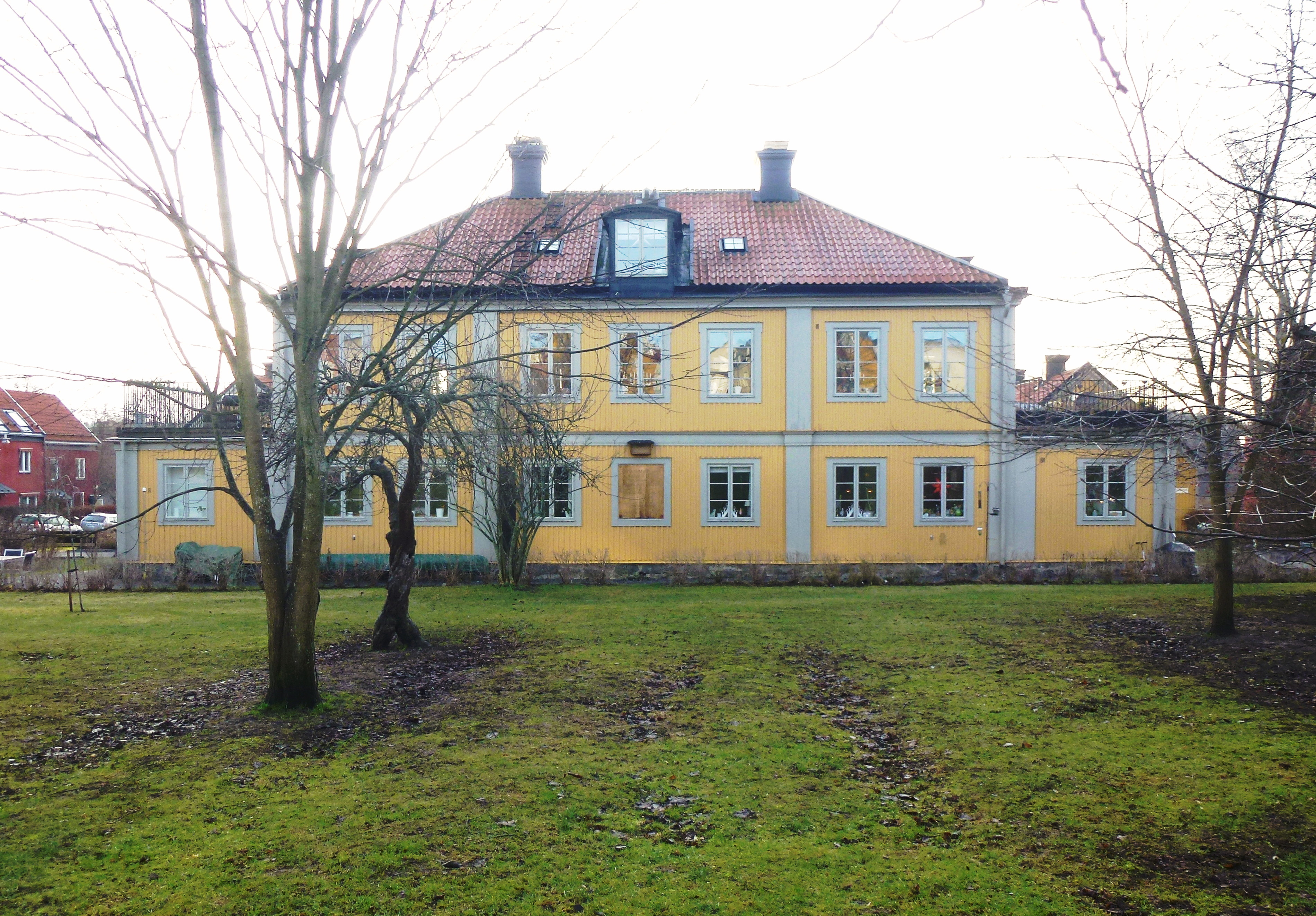
Huvudbyggnad mot norr
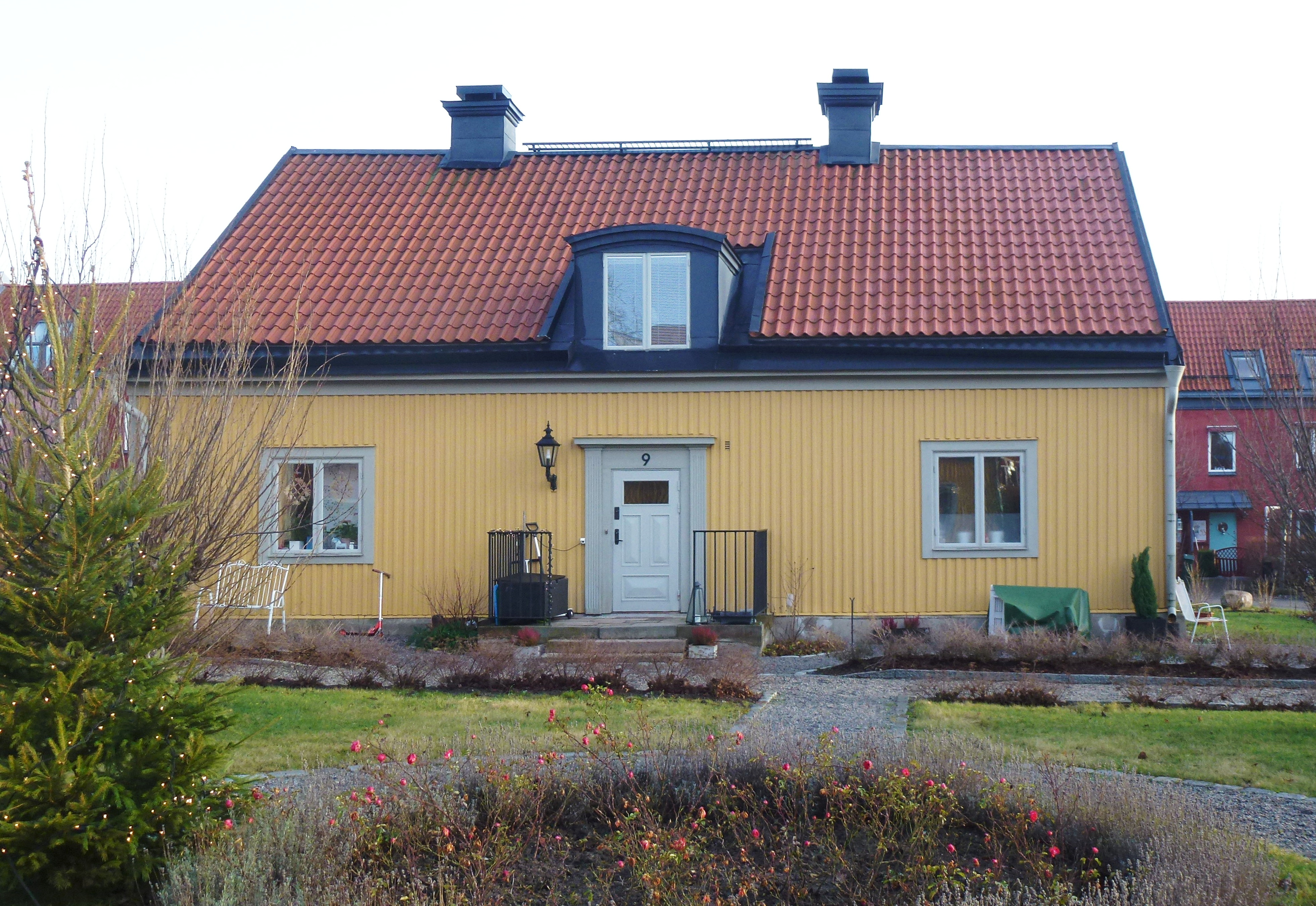
Östra flygel